# Parallelia similis
Parallelia similis là một loài bướm đêm trong họ Erebidae.